# Ježek alžírský
Ježek alžírský (Atelerix algirus) se vyskytuje na jižním pobřeží Středozemního moře od Maroka po Libyi, ve Španělsku, Francii a Maltě. Tento druh, který se ježku západnímu velice podobá, lze rozpoznat podle světlejšího zbarvení a menší tělesné velikosti.